# Kenji Suda
Kenji Suda (jap. 須田 健仁, Suda Kenji; * 26. Februar 1966 in Otaru, Hokkaidō) ist ein ehemaliger japanischer Skispringer.

## Werdegang
Am 15. Dezember 1990 gab Suda sein Debüt im Skisprung-Weltcup. Beim Springen von der Normalschanze in Sapporo wurde er am Ende 45. Einen tag später sprang er von der Großschanze auf den 17. Platz. Ein Jahr später am 15. Dezember 1991 gelang ihm auf der gleichen Schanze mit dem 9. Platz erstmals der Sprung unter die besten zehn und damit auch der erste Gewinn von Weltcup-Punkten. Bei den Olympischen Winterspielen 1992 in Albertville sprang Suda von der Normalschanze auf den 39. und von der Großschanze auf den 17. Platz. Im Teamspringen wurde er gemeinsam mit Masahiko Harada, Jirō Kamiharako und Noriaki Kasai am Ende Vierter. Bei der Skiflug-Weltmeisterschaft 1992 in Harrachov flog Suda auf den 21. Platz. Ab 1993 begann Suda parallel im Skisprung-Continental-Cup anzutreten. Am 5. März 1994 gelang ihm in Lahti im Teamspringen mit der Mannschaft durch einen 2. Platz erstmals der Sprung aufs Podium. Diese Platzierung erreichte er auch wenige Tage später im Einzelspringen von Örnsköldsvik. Es war seine einzige Podestplatzierung in einem Einzelweltcup-Springen.
1994 und 1998 gehörte er jeweils erneut zum Aufgebot für die Olympischen Winterspiele, wurde jedoch bei keinem Wettkampf eingesetzt. Am 5. Februar 1998 bestritt Suda sein letztes Weltcup-Springen. Zur Saison 1998/99 trat er ausschließlich im Continental Cup an und erreichte noch einmal mit einem Punkt den 55. Platz in der Continental-Cup-Gesamtwertung, bevor er 1999 seine aktive Skisprungkarriere beendete.

## Erfolge

### Weltcup-Platzierungen
| Saison  | Platz | Punkte |
| ------- | ----- | ------ |
| 1993/94 | 28.   | 143    |
| 1995/96 | 24.   | 253    |
| 1996/97 | 38.   | 104    |
| 1997/98 | 40.   | 078    |